# Victor Schönmeyr
Victor Hildebert Schönmeyr, född 15 februari 1835 i Stockholm, död 16 februari 1872 på Tibble gård, Leksands socken, Kopparbergs län, var en svensk vice häradshövding och tecknare.
Han var son till häradshövdingen Carl Martin Schönmeyr och Johanna Charlotta Sebenius. Schönmeyr blev student vid Uppsala universitet 1853 och avlade hovrättsexamen 1857 och tjänstgjorde därefter i Svea hovrätt som tillförordnad domhavande på olika platser i landet bland annat i Österdalarnas domsaga. Som tecknare har han efterlämnat pennteckningar från gården Ängsta i Ångermanland.  